# Кузьмина, Елена Александровна
Еле́на Алекса́ндровна Кузьмина́ (4 (17) февраля 1909, Тифлис, Российская империя — 15 октября 1979, Москва) — советская киноактриса. Народная артистка РСФСР (1950), лауреат трёх Сталинских премий (1946, 1948, 1951).

## Биография
Родилась в Тифлисе в семье Александра Кузьмина, инженера по водному хозяйству и мелиорации. Детство прошло в Ташкенте. Там она поступила в Ташкентскую женскую гимназию, но затем перешла на домашнее обучение. Вернулась в школу после установления в Ташкенте советской власти, затем семья переехала в Тифлис.
В 1925 году приехала на учебу в Ленинград и, приписав себе два года, поступила в мастерскую кино, которая называлась Фабрика эксцентрического актёра (ФЭКС). Вскоре эта мастерская вошла в Ленинградский институт сценических искусств, который окончила в 1930 году.
В 1929 году дебютировала в кино в роли коммунарки Луизы в фильме «Новый Вавилон» Григория Козинцева и Леонида Трауберга, проявив себя как актриса самобытного драматического и комедийного дарования.
В исполнении роли советской разведчицы в «Секретной миссии» особенно проявилось мастерство перевоплощения, присущее Кузьминой. Актриса играла как бы две роли — наглую и жестокую сотрудницу гестапо Марту и мягкую, сердечную советскую женщину Марию, самоотверженно и скромно выполняющую свой долг.
Елена Кузьмина — автор мемуаров «О том, что помню» (1976, 1979).

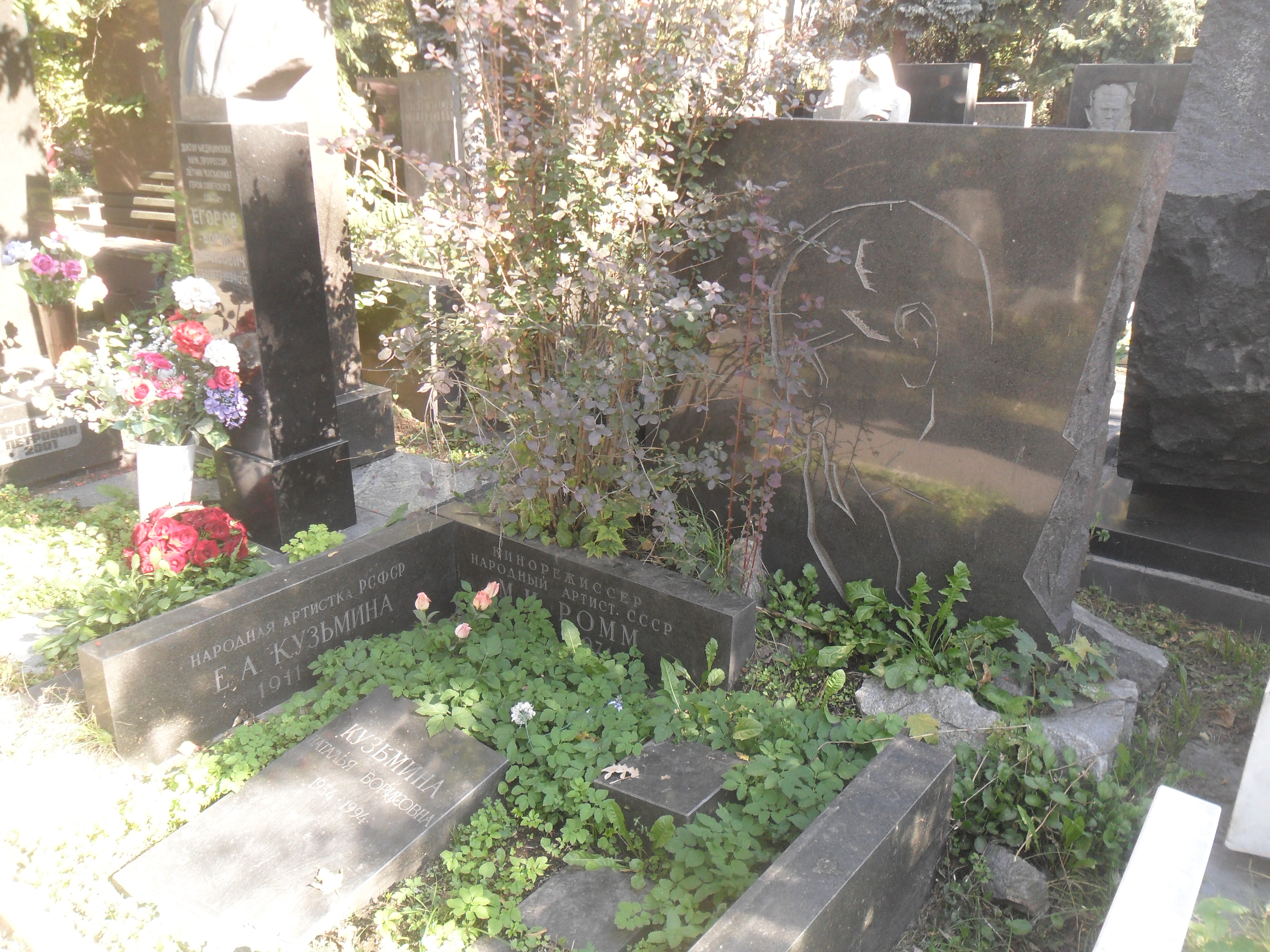
Могила М. И. Ромма
и Е. А. Кузьминой на
Новодевичьем кладбище

Умерла 15 октября 1979 года в Москве. Похоронена на Новодевичьем кладбище (участок № 7) рядом с мужем.

### Семья
- Первый муж (1929—1936) — Борис Васильевич Барнет (1902—1965), кинорежиссёр.
  - Дочь — Наталья (1934—1994), врач, кандидат медицинских наук. Опубликовала ряд материалов из личного архива М. И. Ромма. Муж — Александр Павлович Аллилуев (1931—2021), племянник Надежды Аллилуевой.
    - Внук — Михаил Александрович Аллилуев (1958—1986).
- Второй муж (с 1936 года) — Михаил Ильич Ромм (1901—1971), кинорежиссёр, с которым она познакомилась на съёмках фильма «Тринадцать»[4].

## Роли в кино
- 1929 — Новый Вавилон — коммунарка Луиза
- 1930 — Двадцать два несчастья — Ольга
- 1931 — Весёлая война — Таня
- 1931 — Одна — учительница Елена Кузьмина
- 1932 — Горизонт — Рози
- 1932 — Лес
- 1932 — Три солдата — Мадлена Эннуа
- 1933 — Окраина — Манька

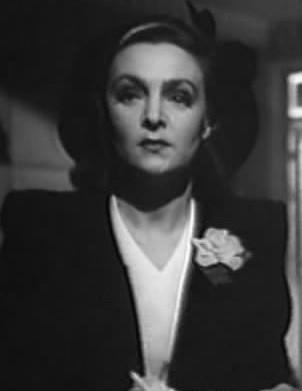
В роли Джесси в фильме «Русский вопрос» (1947)

- 1936 — У самого синего моря — Машенька
- 1936 — Рыцари гусиного пера — Наталия
- 1936 — Тринадцать — Мария Николаевна
- 1939 — Всадники — Оксана
- 1941 — Мечта — Анна
- 1942 — Принц и нищий — Ведьма
- 1944 — Человек № 217 — Татьяна Крылова
- 1947 — Русский вопрос — Джесси
- 1950 — Секретная миссия — Марта Ширке, советская разведчица
- 1953 — Корабли штурмуют бастионы — леди Гамильтон
- 1956 — Как он лгал её мужу — Аврора Бомпас
- 1957 — Семья Ульяновых — Вера Васильевна Кашкадамова
- 1958 — Тревожная ночь — Анна
- 1961 — Дуэль — Мария Константиновна
- 1964 — Последняя ночь в раю — Санда Кицан
- 1974 — Вылет задерживается — Бабушка
- 1978 — Беда — Алевтина Ивановна, мать Кулигина

## Награды и премии
- Заслуженная артистка РСФСР (1935);
- Сталинская премия второй степени (1946) — за исполнение роли Татьяны Крыловой в фильме «Человек № 217» (1944);
- Сталинская премия первой степени (1948) — за исполнение роли Джесси в фильме «Русский вопрос» (1947)[5];
- Сталинская премия первой степени (1951) — за исполнение роли Марты Ширке в фильме «Секретная миссия» (1950);
- народная артистка РСФСР (март 1950) — за крупные заслуги в развитии советского киноискусства в связи с 30-летием советской кинематографии[6].